# Mamuka Tsereteli
Mamuka Tsereteli (in georgiano მამუკა წერეთელი?; Jvari, 21 febbraio 1979) è un ex calciatore georgiano, di ruolo difensore.

## Palmarès

### Club

#### Competizioni nazionali
- Coppa di Lettonia: 1

Skonto: 1998
- Campionato lettone: 1

Skonto: 1998
- Coppa di Georgia: 1

Dinamo Tbilisi: 2003-2004
- Coppa d'Iran: 1

Saba Battery: 2004-2005
- Campionato vietnamita: 1

Long An: 2006